# 2024년 인도 하원 선거
2024년 인도 하원 선거(영어: 2024 Indian general election)은 2024년 4월 19일부터 6월 1일까지 총 7단계에 걸쳐 실시되어 543명의 제18대 로크 사바 의원을 선출한 총선거이다. 총 543석 중 집권 여당인 인도 인민당의 240석을 포함해 집권 정당 연합인 국민민주동맹이 293석으로 과반 다수를 확보하였으며, 인도 국민회의의 99석을 포함하여 야권 정당 연합인 인도 국가개발 포괄동맹이 234석을 얻었다. 인도 인민당은 제17대의 단독 과반을 유지하는 데에 실패하였으나 6월 9일 나렌드라 모디 현 총리가 국민민주동맹의 지도자로서 세번째 연임을 시작했다.
이번 선거는 이전 선거를 능가하는 역사상 최대 규모의 선거로 44일 동안 진행되었다. 이는 1951~52년 인도 총선에 이어 두 번째로 긴 선거 기간이다. 인도의 14억 인구 중 약 9억 7천만 명이 선거권을 갖고 있었으며, 이는 전체 인구의 70%에 해당한다. 총 6억 4200만여명의 유권자가 투표에 참여하였고, 이 중 여성이 3억 1200만여명으로 여성 유권자가 가장 많이 투표한 선거이기도 하다. 안드라프라데시주, 아루나찰프라데시주, 오디샤주, 시킴주 의회 선거도 동시에 치러졌으며, 12개 의회의 25개 선거구에서 보궐선거도 함께 치러졌다.
당초 여론조사에서 인도 인민당과 국민민주동맹의 압승이 예상되었다. 그러나 인민당은 240석에 그쳐 2019년에 확보했던 303석에서 의석수가 감소하였으며 단독 과반을 유지하는 데 실패했다. 국민민주동맹은 전체 543석 중 293석을 얻었다. 인도 국민회의 99석을 포함하여 인도 국가개발 포괄동맹은 예측을 상회한 234석을 얻으며 10년 만에 공식 야당 지위를 얻었다. 모디는 세번째 총리 임기이자, 안드라프라데시주의 텔루구 데삼당과 비하르주의 자나타 달 당과의 연립정부의 수장으로서는 처음인 총리 임기를 시작하였다.